# 69 Девы
69 Девы (лат. 69 Virginis), HD 116976 — двойная звезда в созвездии Девы на расстоянии приблизительно 272 световых лет (около 83,2 парсек) от Солнца. Визуальная звёздная величина звезды — +4,75m. Возраст звезды определён как около 743 млн лет.

## Характеристики
Первый компонент — оранжевый гигант спектрального класса K0III-IIIbCN1,5CH0,5, или K0III-IVCN2Fe0, или K0III, или K0, или K1IIICN. Масса — около 3,05 солнечной, радиус — около 12,919 солнечного, светимость — около 98,039 солнечной. Эффективная температура — около 4658 K.
Второй компонент — коричневый карлик. Масса — около 24,88 юпитерианской. Удалён в среднем на 2,169 а.е..